# المنتدى (صحيفة)
المنتدى هي صحيفة فلسطينية مقدسية أصدرت عام 1943  تدعو إلى الترويج والتحديث في ثقافة البلاد وانتشرت بالشرق الاوسط بفترة الانتداب البريطاني. أصدرت على يد مكتب المطبوعات بمشاركة سلطة الإذاعة الفلسطينية، وتيرة الإصدار شهرية/اسبوعية.
تأسست صحيفة المنتدى من أجل وضع الحجر الأساسي للبحث في الصحف ومن أجل رفع شأن حاملي القلم والأدباء الفلسطينيين. وتوقّفت عن الصدور في سنة 1947.

## أهداف
أهدافها المركزية إلى نشر الإعلانات والأوامر والقوانين الحكومية؛ وتقوم بدور دائرة الرقابة المركزية بما يشمل فحص مضامين المطبوعات الواردة من خارج البلاد؛ واستصدار بطاقات صحافية رسمية وامتيازات لإصدار الدوريات؛ واستصدار أوامر إغلاق بحق الصحف. من بين الصحافيّين الفلسطينيّين البارزين الذين شغلوا وظائف معينة في هذه الدائرة كان عزمي النشاشيبي.
وكان أول ما نشرته صحيفة المنتدى هو أهمية هذه الصحيفة وما تحتويه من تطور سير الحرب ونشر خرائط  ميادين القتال ومعالجة شؤون البلديات والخدمات الاجتماعية في فلسطين ومن تلخيصات وتحاليل المكاتب العربية والإنجليزية وانتقادات بعض اذاعات الراديو ودور السينما والملاهي، وشؤون الصحة وتدبير المنزل والطهي، والعناية بزراعة والبستنة والرياضة وما إلى ذلك.

## إغلاق الصحيفة
فقد نشرت المجلة مقالات كتبها مثقفين عرب محليّين حول قضايا متنوعة غير سياسية، الأدب والفنون. في أعقاب إغلاق المجلة، من دون أسباب واضحة، أصدر مكتب المطبوعات (منذ نيسان 1947) مجلة بديلة تتمتّع بجودة عالية أطلق عليها اسم مجلة القافلة (حررها حسن مصطفى) والتي استقطبت كتابًا وصحافيّين عديدين منهم الصحافي والأديب حازم نسيبة، إلا أن المجلة توقفت عن الصدور بعد ثمانية أشهر (في تشرين الثاني 1947) بسبب الأحوال الأمنية التي كانت سائدة آنذاك في البلاد كما يبدو.